# Dalboșeț (gmina)
Dalboșeț (węg. Dalbosfalva, niem. Dalboschetz) – gmina w okręgu Caraș-Severin w Rumunii. Składa się ze wsi Bârz, Boina, Boinița, Dalboșeț, Prislop, Reșița Mică i Șopotu Vechi.
Według spisu powszechnego z 2011 roku gminę zamieszkiwały 1650 osoby, przy 1919 osobach według spisu z 2002 roku. Zdecydowaną większość z nich stanowią Rumuni (96,06%). 92,06% mieszkańców stanowią osoby wyznające prawosławie.